# Naatele Shilimela
Naatele Sem Shilimela (ur. 30 lipca 1991) – namibijski zapaśnik walczący w stylu wolnym. Olimpijczyk z Londynu 2012, gdzie zajął piętnaste miejsce w kategorii 55 kg.
Trzykrotny uczestnik mistrzostw świata, zajął 21 miejsce w 2011. Zdobył dwa brązowe medale na mistrzostwach Afryki w 2012 i 2016 roku.
- Turniej w Londynie 2012

Przegrał z Yang Kyong-ilem z Korei Północnej i Rosjaninem Dżamałem Otarsułtanowem i odpadł z turnieju.